# 兵庫神鍋高原マラソン全国大会
兵庫神鍋高原マラソン全国大会（ひょうごかんなべこうげんまらそんぜんこくたいかい）は、兵庫県豊岡市日高町の神鍋高原で毎年8月の最終日曜日に開催されるマラソン大会。略称は「神鍋高原マラソン」。1980年に初開催され、2019年に第40回を迎えたが、2020年1月21日に終了すると発表した。

## 概要
兵庫県立但馬ドーム（標高300m）を発着点とした神鍋山（神鍋高原）の周囲を走るハーフマラソン大会である。兵庫神鍋高原マラソン全国大会実行委員会が主催し、例年およそ5,000人の市民ランナーが集まる。
1980年に兵庫県走友会と神鍋観光協会、日高町教育委員会の主催により第1回大会を開催。第11回（1990年）より住民ボランティアと実行委員会体制に変わり地域住民と行政が一体となって開催されている。第20回（1999年）から栗栖野グランド周辺から、現在の但馬ドームを発着点とするコースとなった。2009年にはアトランタ五輪女子5,000メートル4位の志水見千子がゲストランナーとして参加した。

## 競技種目
- ハーフマラソン
- 10km
- 5km
- ファミリージョギング（2km）

## 給水所
- ハーフ - 8箇所（4ヶ所×2周）
- 10km - 4箇所
- 5km - 1箇所

## 所在地・交通アクセス
- 西日本旅客鉄道山陰本線・江原駅より車で20分
- 全但バス「名色」または「名色口」で下車、徒歩5分